# Soziale Diagnostik
Soziale Diagnostik beschreibt den Prozess der systematischen Erfassung und Einordnung von Informationen des gesamten Lebensbereiches eines Menschen, um bei Problemkonstellationen von Menschen gezielt intervenieren zu können. Als Diagnostik wird laut Heiner (2015) „sowohl [der] Prozess der Informationsverarbeitung und Erkenntnisgewinnung als auch die Lehre von der Gestaltung dieses Prozesses“ (S. 282) bezeichnet. „Diagnosen dienen der Optimierung von Entscheidungen“ (ebd.). Dabei ist der Mensch in seiner Umwelt und in Wechselwirkung mit dieser zu betrachten.

## Geschichte
Bereits 1917 beschrieb Mary Richmond in den USA Soziale Diagnose als den Versuch, eine möglichst exakte Beschreibung der Situation und der Persönlichkeit eines Menschen in Beziehung zu seiner Umwelt zu erfassen und darauf aufbauend Interventionen zu planen (Richmond, 1917). Zu Beginn des 20. Jahrhunderts legten vor allem Mary Richmond in den USA (Richmond, 1917) und darauf aufbauend Alice Salomon (Salomon, 1927) den Grundstein für Soziale Diagnostik/Social Diagnosis. Sie nutzten den Begriff Diagnose, wo zuvor „Recherche“ und „Ermittlung“ (ebd. S. 1) verwendet wurden. Wie Kuhlmann (2004, S. 11) beschreibt, diente sie im 19. Jahrhundert zur Unterscheidung von Leistungsberechtigten und Nicht-Leistungsberechtigten von Unterstützung im Sinne von „würdig oder unwürdig“, „verschuldet oder unverschuldet“ (Salomon, 1927, S. 2) durch Armenpfleger. Die Auswahl erfolgte auf der Grundlage von gesellschaftlich aktuellen und relevanten Definitionen und moralischen Vorstellungen (Gahleitner, Hahn & Glemser, 2014).
Die fruchtbaren Entwicklungen zur Zeit der Weimarer Republik im Bereich Soziale Arbeit/Soziale Diagnostik wurden durch den Nationalsozialismus unterbrochen. Die Soziale Diagnostik wurde vom Nationalsozialismus zu Selektionsverfahren missbraucht womit zum Teil tödliche Folgen einhergingen (Kuhlmann, 2004).
Die Bewegung der 1970er und 1980er Jahre brachte neue Aspekte in die Soziale Diagnostik, indem sie das Klientenbild wesentlich veränderten. Die Klienten werden nun als aktive Teilnehmende am Diagnostikprozess gesehen (vgl. Harnach-Beck, 2021).
Nach langjähriger Abwehr von Sozialarbeitern gegen das Thema Diagnostik im Spannungsfeld der deutschen Geschichte, Einzelfallorientierung/Therapeutisierung und gesellschaftlichen Bedingungen/Politisierung, beschäftigen sich verschiedene Sozialarbeiter seit den letzten zwei Jahrzehnten wieder verstärkt mit der Ausgestaltung von Diagnostik in der Sozialen Arbeit (Gahleitner et al. 2014). Gegenwärtig halten Diskussionen zur Sozialen Diagnostik somit wieder vermehrt Einzug in den Bereich der Sozialen Arbeit. Publikationen auf dem deutschsprachigen Markt entstehen.

## Soziale Diagnostik in der Sozialen Arbeit
Durch den Einsatz von Standards, strukturierter Informationserhebung und darauf basierenden Interventionsplanung kann eine vollständigere Erfassung und eine professionelle Distanz zum Fall zumindest teilweise unterstützt werden (Pantuček 2006). Auch für den Dialog mit anderen Fachkräften kann die Erarbeitung einer gemeinsamen Bedeutungsebene von Begrifflichkeiten für die Kommunikation hilfreich sein. Eine solche Verständigung ist deutlich weniger von subjektiver Interpretation abhängig und macht fallspezifisches Vorgehen nachvollziehbarer. Zudem können auf Grundlage von vergleichbaren Daten besser empirisch fundierte Aussagen zu „Vorkommen von sozialen Problemlagen und sozialen Hilfen“ getroffen werden (Röh, 2014, S. 90).
In den verschiedenen Ansätzen, die sich in Hinblick auf Zielstellung, Setting und methodischer Umsetzung unterscheiden, zeichnen sich im Vergleich auch Übereinstimmungen ab. Hierzu gehören Lebenswelt- und Ressourcenorientierung, ein ganzheitlicher Ansatz, in dem der Prozess dabei sowohl dialogisch als auch partizipativ gestaltet wird in jeweils unterschiedlicher Schwerpunktsetzung (Heiner, 2004).
Es gibt zwei Grundrichtungen, in die sich Diagnostik in der Sozialen Arbeit unterteilt. Zum einen ein hermeneutisches Fallverstehen, unter Verwendung von rekonstruktiven Verfahren und einer hohen Relevanz der Selbstdeutung der Klienten, welches in der Sozialen Arbeit lange Zeit bevorzugt genutzt wurde. Zum anderen ein klassifikatorisch-orientiertes Vorgehen, mit Einstufung und Deutung einer Situation und von Informationen auf Grundlage der Einschätzung und des Fachwissens der Fachkraft (Heiner, 2015, Forgber, 2014). Je nach Funktion und Auftrag, die die Diagnostik zum jeweiligen Zeitpunkt hat, kann der Standardisierungsgrad ausgestaltet werden. So kann man bspw. zur Orientierung, Zuweisung, Gestaltung von Hilfen oder Risikodiagnostik unterschiedliche Schwerpunkte setzen (Heiner, 2014).
Dreischritt (siehe Michael Galuske – Methoden der Sozialen Arbeit):
1. Anamnese: Sammlung relevanter Daten für den Fall
2. Soziale Diagnose: Zusammenfassung, Verdichtung und Deutung der gesammelten Daten durch die Fachkraft
3. Behandlung

Soziale Diagnostik kann, professionell eingesetzt, Soziale Arbeit wesentlich bereichern, in dem sie in strukturierter, systematisierter Weise Datenerhebung ermöglicht.
Es geht um eine Erkenntnis, eine Beurteilung von komplexen Sachverhalten. Um zu möglichst nachvollziehbaren und logischen Schlussfolgerungen zu gelangen, werden strukturierte Verfahren eingesetzt, die es ermöglichen, komplexe Sachverhalte zu erheben, die Inhalte zu ordnen und auf eine Essenz, eine Diagnose, zusammenzufassen. Es ist eine Möglichkeit, die Anliegen eines Klienten zu identifizieren, zu strukturieren und zu ordnen (vgl. Cormier & Nurius & Osborn).
Der Diagnostikprozess selbst kann bereits problemreduzierend wirken, indem er Probleminhalte aufzeigt, strukturiert und einteilen hilft. Soziale Diagnostik kann als partnerschaftlicher Prozess (vgl. Bebensee) zwischen Fachkraft und Klient verstanden werden (wenngleich die Beziehung Fachkraft – Klient eine asymmetrische ist). Die Ergebnisqualität hängt wesentlich von der gelungenen Gestaltung des Diagnostik-Prozesses ab.

## Instrumente
Beispiele für sozialdiagnostische Verfahren in der jüngeren Zeit sind:
- das „Psychosoziale Ressourcenorientierte Diagnosesystem PREDI“[12]
- die „Sozialpädagogischen Diagnose-Tabellen“ des Bayerischen Landesjugendamts[13]